# Curicica
Curicica är en ort i Brasilien.   Den ligger i kommunen Rio de Janeiro och delstaten Rio de Janeiro, i den sydöstra delen av landet, 900 km sydost om huvudstaden Brasília. Curicica ligger 13 meter över havet och antalet invånare är 31 189.
Terrängen runt Curicica är platt söderut, men norrut är den kuperad.Trakten är tätbefolkad. Närmaste större samhälle är Rio de Janeiro, 18,9 km öster om Curicica. 